# Бобер (притока Жигалки)
Бобер — річка в Україні, у Таращанському районі Київської області. Ліва притока Жигалки (басейн Дніпра).

## Опис
Довжина річки приблизно 1,8 км.

## Розташування
Бере початок у південно-західній частині села Северинівка. Тече переважно на північний схід і впадає у річку Жигалку, ліву притоку Черні.
Річку перетинає автошлях Т 1017